# Macrocossus
Macrocossus is een geslacht van vlinders van de familie van de Houtboorders (Cossidae). De wetenschappelijke naam en de beschrijving van dit geslacht zijn voor het eerst gepubliceerd in 1900 door Per Olof Christopher Aurivillius.
De soorten van dit geslacht komen voor in tropisch Afrika.

## Soorten
- Macrocossus caducus Clench, 1959
- Macrocossus grebennikovi Yakovlev, 2013
- Macrocossus sidamo (Rougeot, 1977)
- Macrocossus toluminus (Druce, 1887)